# Большая Зверева
Большая Зверева — деревня в Ирбитском МО Свердловской области, Россия.

## География
Деревня Большая Зверева «Ирбитского муниципального образования» находится в 18 километрах (по автотрассе в 21 километрах) к югу-юго-востоку от города Ирбит, на левом берегу реки Кирга (правого притока реки Ница), в устье левого притока реки Полостров.

## Население
| 2002 | 2010 | 2021 |
| ---- | ---- | ---- |
| 179  | ↘161 | ↘150 |